# Juan Carlos Corazzo
Artikeln följer den spanska namnseden; faderns efternamn är Corazzo.
Juan Carlos Corazzo  (14 december 1907 – 12 januari 1986) var en uruguayansk fotbollsspelare och tränare.